# Willem Frans Thooft
Willem Frans Thooft (Amsterdam, 10 de juliol de 1829 - Rotterdam, 27 d'agost de 1900) fou un compositor neerlandès del Romanticisme.
Fou deixeble de Dupont a Brussel·les i de Hauptmann i Richter a Leipzig. El 1860 fundà l'Òpera alemanya de Rotterdam, que dirigí durant molts anys.
És autor de les obres següents:
- tres Simfonies;
- una Simfonia amb cors (1861);
- una obertura per La donzella d'Orleans;
- In Leid und Freud, fantasia per a orquestra;
- Aleida von Holland, òpera (1866;
- Salms, lieder i peces per a piano.